# تشارلز فيليب رونسين

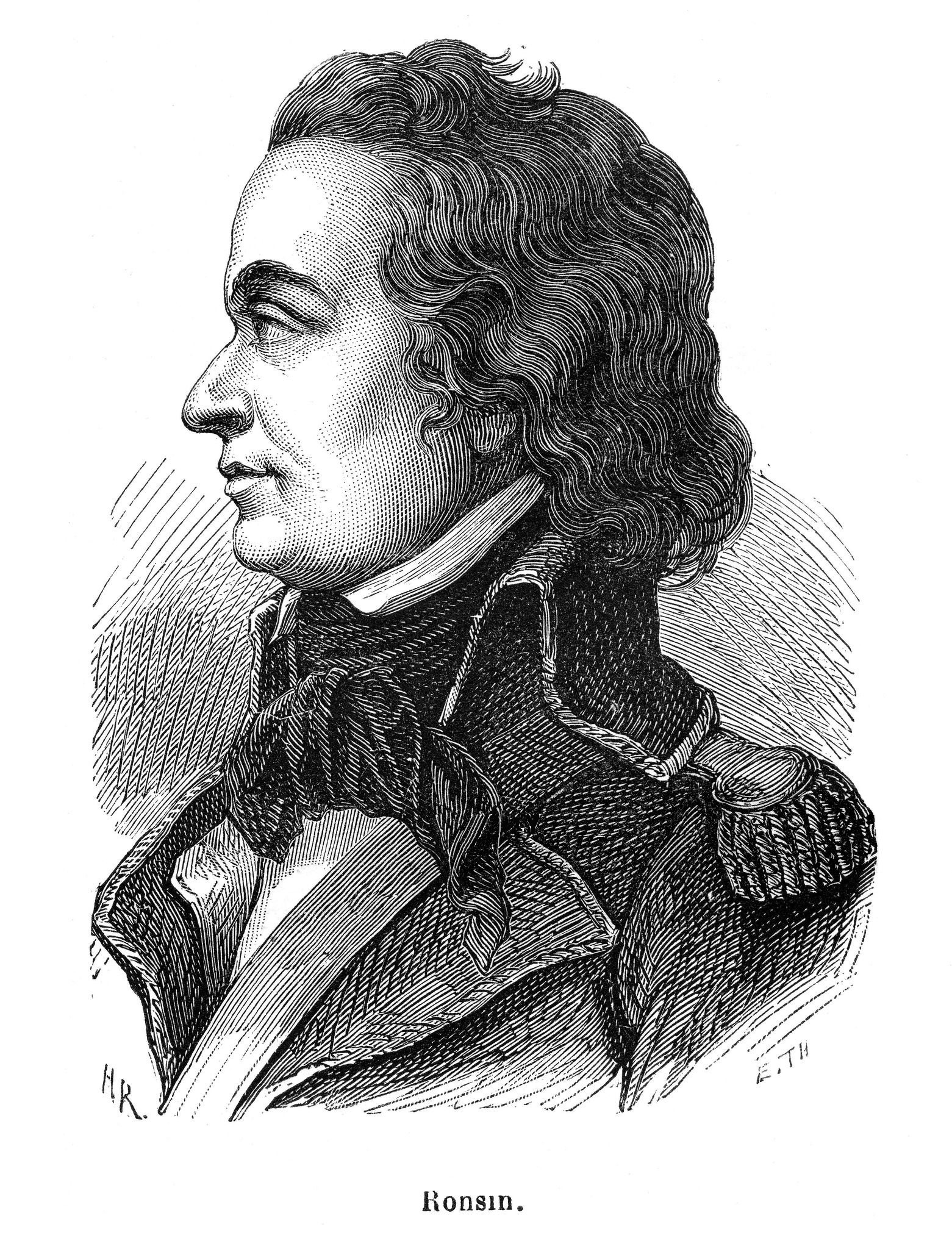
تشارلز فيليب رونسين.

تشارلز فيليب رونسين (‎fr‏ ؛ 1 ديسمبر 1751 – 24 مارس 1794) كان جنرالًا فرنسيًا في جيش الثورة للجمهورية الفرنسية الأولى ، وكان قائدًا للفرقة الباريسية الكبيرة فيه . وصف بأنه راديكالي متطرف في تطبيق توجهات الثورة الفرنسية ، إنضم مع العديد من الثوريين الفرنسيين الى جاك رينيه هيبرت ، المعروفين باسم الهيبرتيين .

## حياته
وُلِد في عام 1751 في بلدية سواسون ،الواقعة ضمن إقليم أين ، وتكون بالضبط على شمال شرق باريس ، ولد لأحد خبراء صناعة البراميل. في سن السابعة عشر، انضم إلى الفرقة الباريسية. بحلول عام 1772، ترك الجيش برتبة عريف وسرعان ما أصبح كاتبًا مسرحيًا ومعلمًا. وفي هذه السنوات التقى الفنان جاك لويس ديفيد وأصبحا صديقين مقربين.
ابتهج رونسين بالثورة على النبلاء، وأعطي منصب قائد الحرس البرجوازي في منطقة سانت روش عام 1789. ألف عدة مسرحيات في بعض مسارح العاصمة بين عامي 1790 و1792.

## أثره
خلال شهري أغسطس وسبتمبر من عام 1792، أوكل المجلس التنفيذي الفرنسي إلى رونسين ثلاث مهام رسميّة. وفي نوفمبر من العام نفسه، عيّنه باتشي مفوضًا ومنظمًا لشؤون وزارة الحرب في بلجيكا، لصالح جيش دومورييز.
في 23 أبريل 1793، عُيِّن رونسين مساعدًا لوزير الحرب بوشوت، وذلك رغم عدم قيادته لأي وحدة قتالية في السابق. ويُرجَّح أن حصوله على هذا المنصب كان نتيجةً لعلاقاته الوثيقة مع كلٍّ من شوميت** وهيبرت.
في مايو من العام نفسه، أُرسل إلى فونديه بهدف دعم جيوش الإمداد والتموين. وخلال وجوده هناك، وقع حادثٌ أثار جدلًا، إذ شعر رونسين بالغضب إزاء رفض خطّته لهزيمة القوات الفوندية، فما كان منه إلا أن سعى لضمان فشل خصمه الجنرال كانكلوكس أمام الفنديين، ليُثبت لاحقًا صواب رؤيته.
قاد رونسين قواته إلى كلٍّ من فيهيرز وبوليو، وانتهى به الأمر محاصرًا في كورون. وقد أفضى قراره إلى تمكّن الفنديين من الاستيلاء على بوليو، واستغلّوا ذلك لإقناع لجنة السلامة العامة بعزل كانكلوكس من منصبه.
سمح الدعم الذي حصل عليه رونسين بين أفراد الكورديلييه والوزارة له بالانتقال من رتبة نقيب إلى رتبة عميد في جيش سواحل روشيل. في سبتمبر 1793، أصبح القائد العام للجيش الثوري في باريس. كان رونسين يتمتع بشخصية عنيفة. ومع ذلك، فقد أثبت أنه قائد كفؤ. ومع ذلك، بفضل صعوده السريع وشخصيته، اكتسب العديد من الأعداء.
أعدَّ رونسين مشروع قانون عقب عودته من ليون، ونُشر في باريس، ينصّ على أن عدد سكان المدينة يبلغ نحو 140,000 نسمة، وأن حوالي 1,500 فقط منهم ليس لهم صلة بـالتمردات.
وقد جاءت هذه التمردات في سياق انتفاضات في المحافظات اندلعت سنة 1793 ضد حكومة اليعاقبة في باريس، وكان تمرد ليون أبرزها، حيث قاوم السكان الحكم الثوري المركزي، لكن المدينة استُعيدت بالقوة، وفرضت عليها عقوبات دموية قاسية.
وأكد رونسين في نصّه أن جميع "المذنبين" سيتم إعدامهم قبل نهاية سبتمبر من العام نفسه.
وفي 17 ديسمبر، وجّه فابر ديجلانتين انتقادًا علنيًا لرونسين، واصفًا إياه بـ"الثوري المتطرف". على إثر ذلك، أُلقي القبض على رونسين إلى جانب فرانسوا نيكولا فنسنت، أحد أعضاء نادي الكورديلييه.

## الأيام الأخيرة
أثناء وجودهم في السجن، كتب آل كورديلييه عريضة لصالح فينسينت ورونسين، مشيرين إلى أنهما وطنيان عظيمان وأنه لا ينبغي معاقبة رونسين لمهاجمته دومورييز وكوستين وبريسوت . ومن بين الذين دافعوا عن رونسين كان كولوت دي هيربوا ، الذي كان أيضًا جزءًا من اللجنة. دافع كولوت دي هيربوا عن رونسين، قائلاً إنه أثناء قتاله في الجنوب جنبًا إلى جنب مع جميع الوطنيين الآخرين في الثورة، أظهر رونسين تصميمًا كبيرًا في فرض الاحترام للجمهورية.
وبمساعدة فوكييه تينفيل ، انتشرت الظنون بأن رونسين يعمل على مؤامرة عسكرية لاستبدال الحكومة بدكتاتورية عسكرية. فأطلق عليه فوكييه تينفيل لقب "كرومويل الجديد".
وأخيرًا تم القبض على رونسين مع هيبرت ومومورو وفينسينت . أثناء وجوده في السجن، نُقل عن رونسين قوله هذه الكلمات لشريكه في التهمة: "... ستُدان. في الوقت الذي كان يجب عليك فيه التصرف، تكلمت. اعرف كيف تموت. أما أنا، فأقسم أنك لن تراني أتراجع. اجتهد أنت بأن تفعل مثلي." كانت بعض كلماته الأخيرة قبل وفاته: "الحرية ضاعت!... لأن قلة من الناس على وشك الهلاك! الحرية خالدة. سيسقط أعداؤنا بدورهم، وستبقى الحرية بعدهم جميعًا!" في 24 مارس 1794، اقتيدت خمس عربات مليئة بالمحكوم عليهم بالإعدام من أتباع هيبرت إلى المقصلة، وكان من بينهم تشارلز فيليب رونسين. وكان موتهم بمثابة كرنفال، ومشهدًا ممتعًا وفقًا لشهود ميشليه . ظل رونسين وفيا لكلماته في السجن: كما يروي توماس كارليل الحدث، كان هو الوحيد بين الهيبرتيين الذي ذهب إلى السقالة "مفعما بحدة التحدي". في غضون أسبوع من وفاته، تم حل الجيش الثوري في باريس.

## أعمال
- 1786 - مسرح إم. رونسين، مطبوع على الربح من الجمال . باريس: دي l'imprimerie Cailleau
- 1789 - الدوري الأرستقراطي، أو، الكاتيلينير الفرنسيون . باريس: Au Palais-Royal، de l'imprimerie de Josseran
- 1790 - لويس الثاني عشر، رئيس الشعب. مأساة، حدثت في الحرس الوطني . باريس، شارع L. بوتييه دي ليل
- 1792 - خطابات تنطق حسب الفصل. دكتوراه رونسين، صدر في 18 أغسطس 1792، في العام الرابع. من الحرية والمساواة الأولى، في قسم مسرح فرانسوا، في مرسيليا، بمناسبة الاحتفال الجنائزي الذي أقيم على شرف إخوة الأسلحة المميتة في يوم العشرة، من أجل الدفاع عن الحرية والمساواة . باريس: دي l'imprimerie de Pougin
- 1792 - الخطابات الكبرى فيت بار تش. -دكتوراه رونسين، أنا في الرابعة من عمري. من الحرية، والأولى. من العدالة، في مناسبة مراسم الجنازة، في 26 أغسطس 1792، في حديقة التويلري، تم منحه وسام الشرف من إخوة الأسلحة الموتى في يوم 10، للدفاع عن الحرية والمساواة . باريس]: دي l'imprimerie de Pougin
- 1793 - أريتافيل، أو ثورة قورينا : مأساة، في خمسة أعمال، في الآية، في عام 1786. تم تمثيله لأول مرة في مسرح شارع لوفوا في 23 يونيو 1792 . باريس، شي غيوم، مبتدئ